# محمد عبد المنعم عنكبة
محمد عبد المنعم مرحوم الشهير بعنكبة (1 يوليو 1990 - ) هو لاعب كرة قدم سوداني دولي. يلعب حالياً في أهلي الخرطوم الذي ينشط في الدوري السوداني الممتاز.

## الإنجازات

### المريخ
- الدوري السوداني الممتاز (2): 2013، 2015.
- كأس السودان (3): 2013، 2014، 2015.
- كأس سيكافا للأندية (1): 2015.

## وصلات خارجية
- محمد عبد المنعم عنكبة على موقع ناشيونال فوتبول تيمز (الإنجليزية)